# Долгая дорога к свободе
Долгая дорога к свободе (англ. Long Walk to Freedom) — автобиографическая книга Нельсона Манделы, президента ЮАР, опубликованная в 1995 году Little Brown & Co.

## Содержание
В своей книге Мандела рассказывает о ранней жизни, достижении совершеннолетия, получения образования и 27 годах проведённых в тюрьме. Во времена апартеида Мандела считался террористом и был посажен в тюрьму на острове Роббен за участие в деятельности АНК. С тех пор он добился международного признания за объединение народа Южной Африки. В последних главах книги описывается политическое восхождение и убеждение, что борьба против апартеида продолжается .
Мандела посвятил книгу «моим шестерым детям, Мадибе и Маказиве (моя первая дочь), ныне покойным, Магкахо, Маказиве, Зенани и Зиндзи, чьими поддержкой и любовью я дорожу; моим двадцати одному внуку и трём правнукам, которые приносят мне огромное удовольствие, всем моим товарищам, друзьям и коллегам-южноафриканцам, которым я служу и чье мужество, решительность и патриотизм останется моим источником вдохновения».

## Премии
В 1995 году книга была удостоена литературной премии Алана Патона (ЮАР), а затем опубликована на многих языках мира, в том числе на африкаанс (в переводе Антье Крог), на японском (в переводе Кадзуки Агари).

## Экранизация
В 2013 году по книге был снят кинофильм — «Долгий путь к свободе», режиссёр Джастин Чадвик. сценарист Уильям Николсон. Главную роль исполнил Идрис Эльба. Премьера фильма состоялась 7 сентября 2013 года на Международном кинофестивале в Торонто.